# 名劍風流 (電視劇)
《名劍風流》是香港無綫電視1979年根據古龍同名小說改編的電視連續劇，全劇共45集，監製招振強。主要演員有夏雨、黃敏儀、韓馬利、潘迎紫、劉丹、江毅、黃新、石堅等。主題曲由顧嘉煇作曲，鄧偉雄填詞，羅文主唱。
引進至臺灣與韓國時易名為《名劍天魔》。

## 演員表
- 夏雨 飾 俞佩玉
- 黃敏儀 飾 朱淚兒
- 韓馬利 飾 姬靈風/姬靈燕
- 潘迎紫 飾 唐琳
- 劉丹 飾 連紅兒
- 江毅 飾 姬葬花
- 黃新 飾 慕容天
- 石堅 飾 俞放鶴
- 呂瑞容 飾 金燕子
- 程可為 飾 唐琪
- 羅浩楷 飾 唐珏
- 張英才 飾 唐無雙
- 林偉圖 飾 唐守青
- 鍾志強 飾 慕容義
- 鄺佐輝 飾 謝天壁
- 馮國 飾 絕情子
- 陳嘉碧 飾 海棠夫人
- 駱恭 飾 圓智大師
- 梁漢輝 飾 神刀公子
- 楊炎棠 飾 梅四莽
- 關聰 飾 郭翩仙
- 何璧堅 飾 東郭高
- 白茵 飾 唐英悲
- 歐炳南 飾 馮六奇
- 何禮男 飾 崑崙紫衣
- 魯振順 飾 南丐/黑面人
- 胡振龍 飾 清童
- 陳安瑩 飾 倩女
- 梁鴻華 飾 程山華/烏鴉
- 陳敏兒 飾 程妻
- 黎永強 飾 白鶴道人
- 鄭少萍 飾 侯四姨
- 張活游 飾 豫親王
- 曾偉明 飾 王雨樓
- 馬賢良 飾
- 關海山 飾 天魔
- 盧海鵬 飾 天荒大師
- 馬慶生 飾 璇機宮主
- 謝麗霞 飾 金花
- 曾玉霞 飾 銀花
- 陳玉麟 飾 鐵花
- 傅玉蘭 飾 芳草/丫環
- 梁珊 飾 姬夫人
- 關聰 飾 韓翩仙
- 吳殷志 飾 布根英
- 白文彪 飾 虛雲道長
- 何廣倫 飾 雙劍
- 梁少狄 飾 雙劍
- 劉雅麗 飾 冷面神尼
- 鄭則士 飾 慕容正
- 譚天南 飾 水上真人
- 吳子山 飾 惡少甲
- 黃偉光 飾 惡少乙
- 蔡劍雄 飾 惡霸甲
- 黃伯文 飾 惡霸乙/白面人
- 高俊文 飾 惡霸丙
- 李鵬飛 飾 店主
- 胡美儀 飾 店主女
- 徐佑麟 飾 病郎君
- 鄭子敦 飾 老伯
- 李潔瑩 飾 老婦
- 曾偉明 飾 黑衣人/王雨桂
- 方潔玲 飾 蘭花/喜鵲
- 吳博君 飾 武四
- 陳齊頌 飾 谷之華
- 高崗 飾 杜燕華
- 關鍵 飾 黃舵主
- 周鼎元 飾 唐高/黑地獄喪士
- 容守怡 飾 高妻
- 韓燕妮 飾 炳妻
- 盧洪 飾 阿炳
- 楊仲恩 飾 黑地獄喪士
- 黎壁光 飾 黑地獄喪士
- 羅偉平 飾 黑地獄喪士
- 黃英華 飾 黑地獄喪士
- 麥子雲
- 周吉 飾 天松大師
- 野峯 飾 天空大師
- 談泉慶 飾 啞使
- 劉雅英 飾 朱媚
- 景黛音 飾 宮女
- 梁潔華 飾 宮女
- 陳麗華 飾 宮女
- 張生 飾 黃公公
- 莫慶廉 飾 白衣少年
- 高駿文 飾 白衣少年
- 曾楚霖 飾 賑房
- 趙小山 飾 福王
- 莫家駒 飾 康王
- 梁惠遜 飾 陳大夫
- 陳東 飾 景王
- 陳志雄 飾 恭親王
- 石修 飾 成親王
- 駱應鈞 飾 太子
- 蕭少玲 飾 太子妃/陳貴妃
- 陳強 飾 太監
- 鄺福燊 飾 趙太醫
- 林添 飾 太醫
- 顏國樑 飾 太醫
- 黃鑑波 飾 太醫
- 唐華昌 飾 太醫
- 伍蔚文 飾 趙太醫子
- 蘇千波 飾 朱福
- 蘇鴻遠 飾 朱順
- 朱剛 飾 黑蜘蛛
- 鄭藩生 飾 毒蠍子
- 徐桂香 飾 水燕
- 廖啟智 飾 專家
- 徐威信 飾 黑面人
- 文潔靈 飾 蕭春花
- 陳嘉麗 飾 阮春花
- 郭大偉 飾 魏碧池
- 鄭加生 飾 飛車騫

## 電視節目的變遷
| 英屬香港無綫電視翡翠台 星期一至五 20.00.21.00 | 英屬香港無綫電視翡翠台 星期一至五 20.00.21.00 | 英屬香港無綫電視翡翠台 星期一至五 20.00.21.00 |
| --------------------------------------------- | --------------------------------------------- | --------------------------------------------- |
|                                               | 名劍風流 (1979.12.3-1980.2.1)                 |                                               |
| 楚留香 (1979.9.3-1979.11.30)                  | 離別鉤 (1980.2.4-1980.2.15)                   |                                               |